# Gustaaf van Kalken
Gustaaf Antoine Daniel Jean Baptiste van Kalken (Breda, 26 mei 1865 – Haarlem, 2 mei 1920) was een Nederlands edelsmid, beeldhouwer en directeur van het Museum van Stolk in Haarlem. Hij noemde zich Gustaaf van Kalcken, soms ook Gustaaf van Kalcken Janssen.

## Leven en werk
Van Kalken was een zoon van fabrikant Joachim Antonius Johannes van Kalken (1841-1917) en Carolina Maria Janssen (1840-1895). Hij werd in Turnhout opgeleid in de edelsmeedkunst. Hij kwam van beide kanten uit families die handelden in sier- en gebruiksvoorwerpen voor de katholieke kerken. Zijn grootvader Daniël van Kalken verkocht vanaf 1838 parementen en kerkornamenten, vader Joachim startte in 1864 in Breda een borduurfabriek voor kerkgewaden. Gustaafs oom Johannes Cornelis Janssen (1832-1888) zette in datzelfde jaar de firma Janssen & Co op, die vestigingen had in Tilburg en Manchester. Gustaaf van Kalken, zijn broer Karel en hun zussen werden firmanten van Janssen & Co. De firma leverde onder meer kerkmeubelen, borduurwerken, zilverwerken en ornamenten en in 1898 de troonhemel voor de inhuldiging van koningin Wilhelmina. Van Kalken was eerste firmant en hoofd van de ateliers. Janssen & Co had internationaal aanzien en behaalde onder meer in 1900 een gouden medaille op de Exposition Universelle, de wereldtentoonstelling in Parijs. Van Kalken werd voor zijn verdiensten benoemd tot ridder in de Orde van Sint-Gregorius de Grote (1899) en ridder in de Orde van Oranje-Nassau (1900).

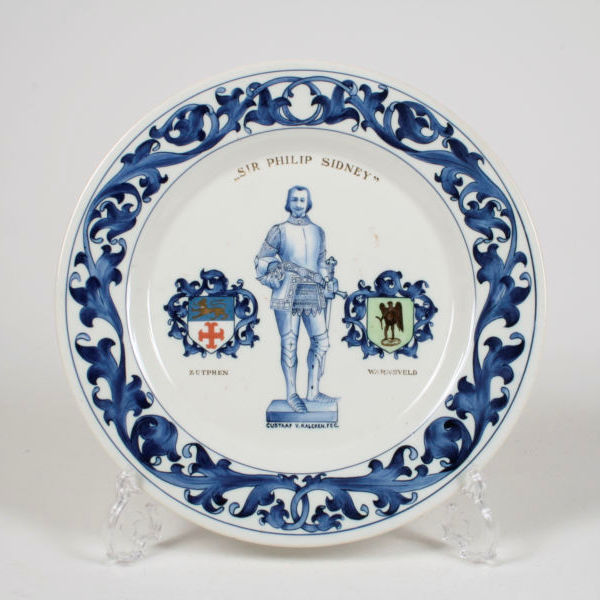
Wandbord met het gedenkteken voor Sir Philip Sidney.

In 1900 werd Janssen & Co ontbonden en werd door zijn ongehuwde zussen Sophie, Marie, Mathilde en Josephine van Kalken een nieuwe firma onder dezelfde naam gevormd, die zich specialiseerde in "kerkelijke en profane borduurkunstvoorwerpen". Van Kalken opende in of voor 1903 een atelier in Haarlem, aanvankelijk dreef hij die onder de vlag van de firma Janssen, later onder eigen naam. Het atelier werd Eccles Artis Societas of Eccles Art genoemd. Hij gaf daarnaast lezingen en publiceerde over middeleeuwse schilderkunst en kerkelijke kunst.
Twee grotere werken van Van Kalken die in de publieke ruimte werden geplaatst zijn het gedenkteken voor Sir Philip Sidney (1913) in Zutphen en een Heilig Hartbeeld (1916) in Valkenburg.
Museumdirecteur
Van Kalken bracht de kunstverzameling van vader en zoon Van Stolk uit Scheveningen over naar zijn ateliers aan de Jansstraat 48-50, en opende er in 1911 het Museum Van Stolk, waarvan hij de curator-directeur werd. De collectie bestond uit middeleeuwse kunst en omvatte onder meer gebrandschilderde ramen, tapijten en zilverwerk. De heren Van Stolk overleden in 1926 en 1927, waarna de collectie in 1928 werd geveild.
In 1914 waren er plannen om de Bossche Sint-Catharinakerk uit 1842 te slopen en een nieuwe kerk te bouwen. Restauratie van de bestaande kerk zou te kostbaar zijn. Van Kalken kwam met het plan om het priesterkoor van de kerk te behouden en er een museum voor kerkelijke oude kunst in te richten. Hij deed daarbij het aanbod om de gehele kerk te kopen. Het bisdom zag niets in zijn plannen en sloopte de kerk. In 1916 werd de eerste steen gelegd van de huidige Catharinakerk.
Van Kalken overleed in 1920, op 54-jarige leeftijd, in de Mariastichting en werd begraven op de begraafplaats Sint Barbara te Haarlem.

## Werken (selectie)
- 1901 - medaillonreliëf van koningin Wilhelmina
- 1907 - expositietroon met kruisgroep voor het altaar van de Corneliuskerk (Beuningen)
- 1909 - bronzen plaquette voor Franciscus Lieftinck, cadeau van het Nederlands leger.
- 1910 - communiebank voor de kapel van de zusters van OLV in Alkmaar
- 1912-1913 - beelden (o.a. Maria en Antonius van Padua) voor de Sint-Georgiusbasiliek (Almelo)
- 1913 - gedenkteken voor Sir Philip Sidney, Coehoornsingel, Zutphen
- 1913 - wandbord met portret van kardinaal W.M. van Rossum
- 1916 - Heilig Hartbeeld (Valkenburg)

## Foto's

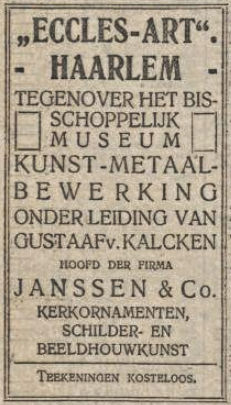
Advertentie Eccles Art in 1907
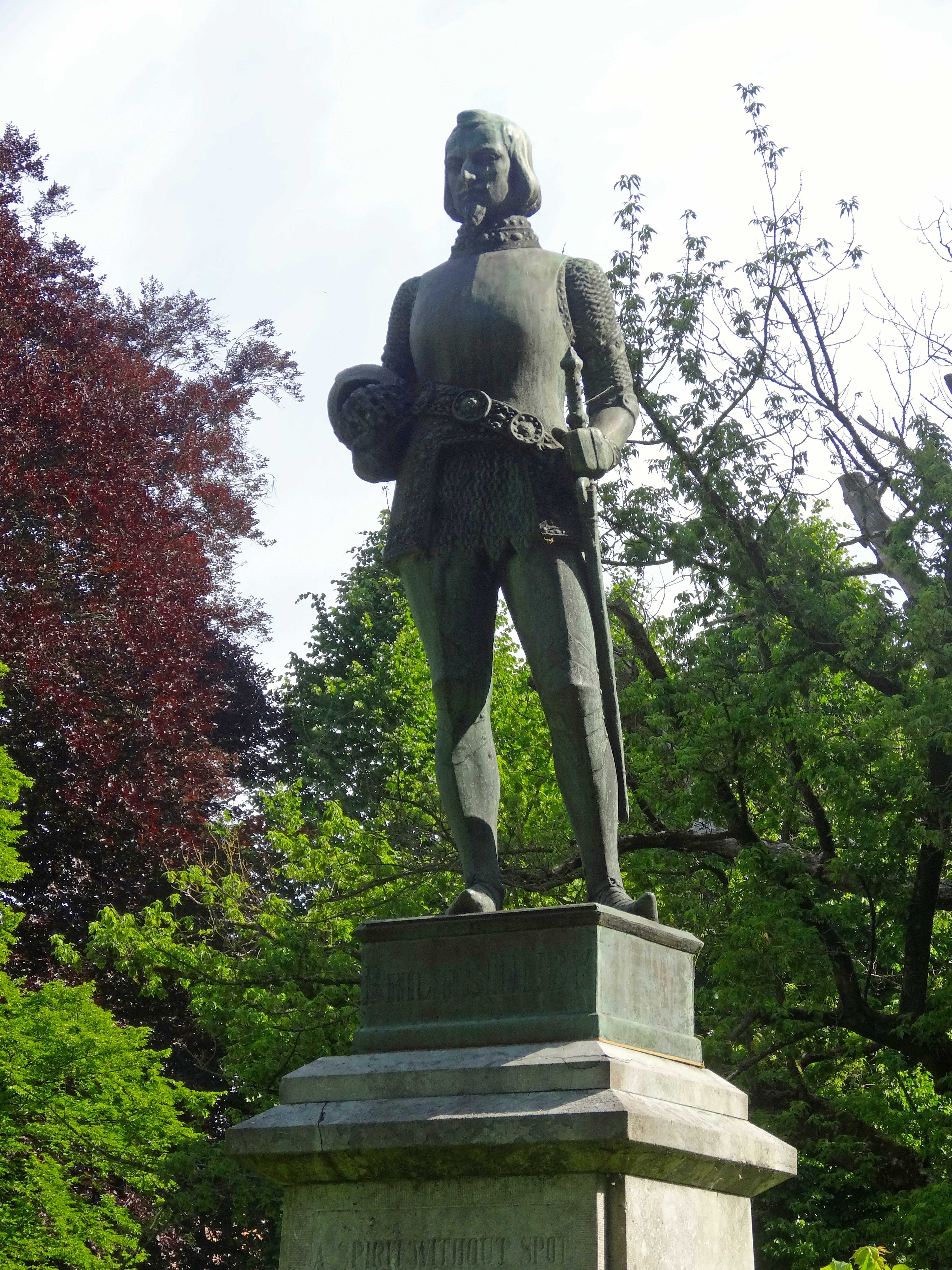
Sir Philip Sidney (1913)
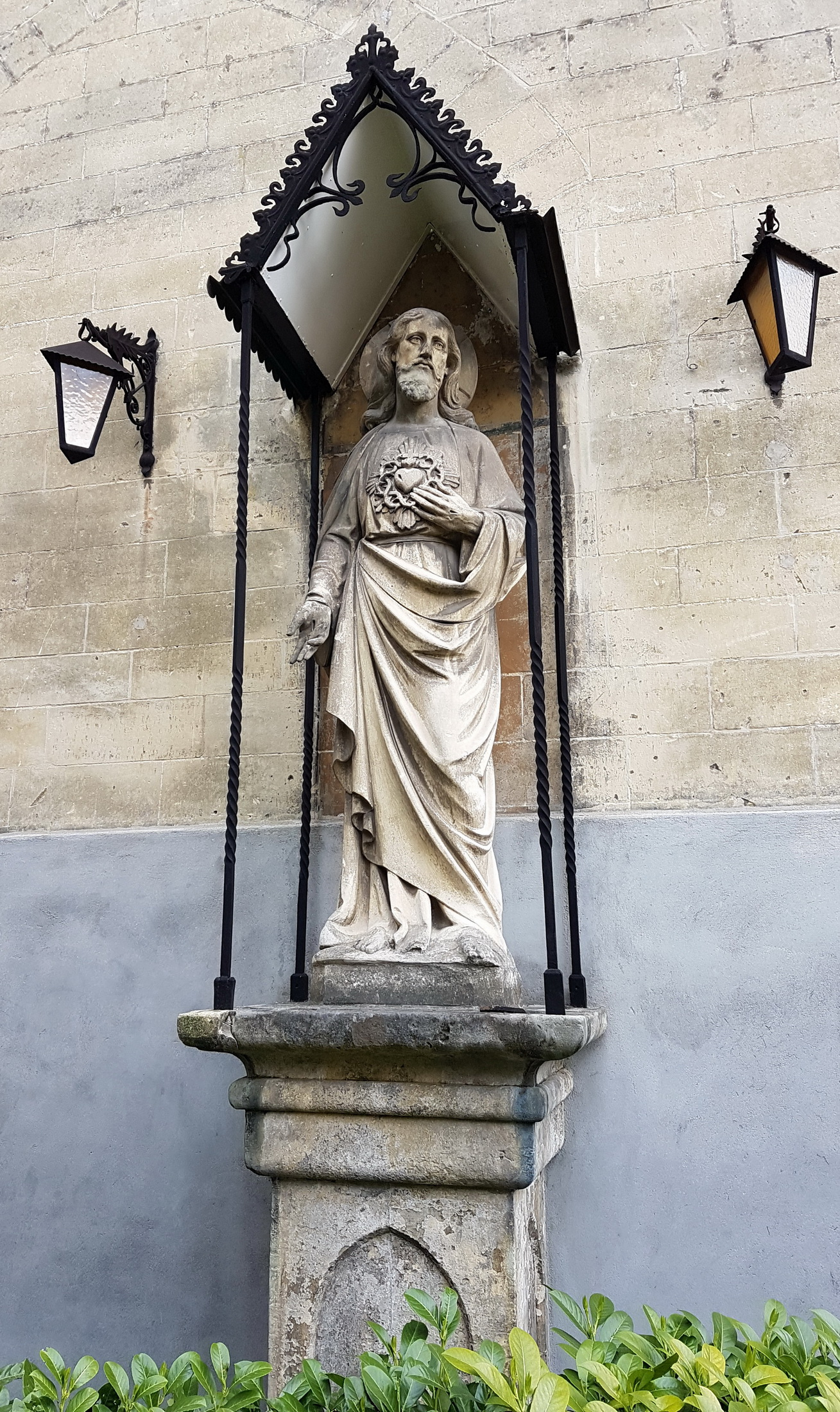
Heilig Hartbeeld (1916)

## Publicaties (selectie)
- 1903 - Eene studie over glasschilderkunst, naar historische bronnen van het Koninklijk Instituut van Glasschilderkunst te München. 22 pagina's.
- 1903 - Peintures ecclésiastiques du moyen-âge : de l'époque d'art de Jan van Scorel et P. van Oostzaanen, 1490-1560. H. Kleinmann & cie. 51 pagina's.
- 1909 - Peintures ecclésiastiques du moyen-âge en Hollande, 1518-1525. Haarlem: Kleinmann. Met Jan Six.
- 1914 - Peintures ecclésiastiques du moyen-âge : Eglise Ste. Walburge de Zutphen. Haarlem: Tjeenk Willink.
- 1918 - De afbeeldsels van de graven en gravinnen van Holland op het Raadhuis te Haarlem. Haarlem: Museum van Middeleeuwsche Kunst. 6 pagina's.
- 1919 - Peintures ecclésiastiques du moyen-âge : Eglise St Pancrace à Enkhuysen, Eglise St Jean--Salle Marnix, Utrecht, Eglise de Leur--Eglise St Laurent, Alkmaar. Haarlem: Tjeenk Willink / Den Haag: Nijhoff

- Biografisch Portaal: 67651605
- RKD-Nederlands Instituut voor Kunstgeschiedenis: 88586